# ジーン・マッカーサー

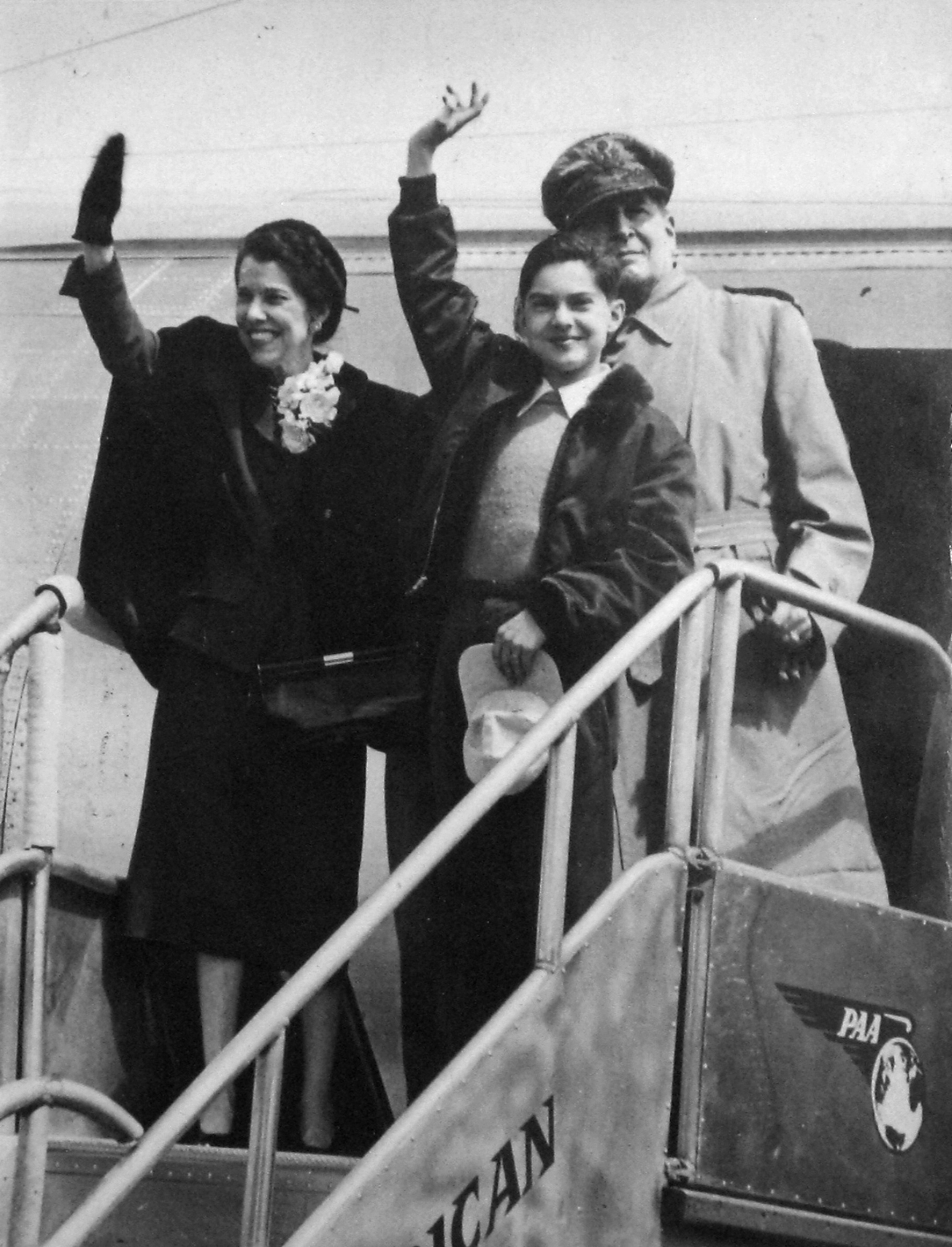
左からジーン・マッカーサー、アーサー・マッカーサー4世、ダグラス・マッカーサー。1950年にフィリピンに戻った時のもの。

ジーン・マリー・フェアクロス・マッカーサー（Jean Marie Faircloth MacArthur, 1898年12月28日 - 2000年1月22日）は、アメリカ陸軍元帥で日本占領の連合国軍最高司令官、名誉勲章受章者であるダグラス・マッカーサーの2番目の妻である。

## 生涯

### 前半生
1898年12月28日、のちにダグラス・マッカーサー夫人となるジーン・マリー・フェアクロスは、銀行家であったエドワード・C・フェアクロスの娘としてテネシー州ナッシュビルで生まれる。ジーンが8歳の時に両親が離婚し、母親に引き取られたジーンは2人の弟とともにテネシー州マーフリーズボロに引っ越し、母方の祖父母の家で暮らすこととなる。母方の祖父はアメリカ連合国の大尉で、ジーンは軍服を名誉の証として飾る家庭で育った。成長したジーンはナッシュビルの女子大学であるウォード・ベルモント大学に進学するが、のちにマーフリーズボロのソール・カレッジに移り、卒業した。ジーンは学業を終えたあと、両親の離婚後疎遠だった父エドワードとともに世界各地を旅行する。しかし、ロサンゼルスから汽船「ベルゲンランド」 (S.S. Belgenland) に乗船してバルボアに向かう途中の1927年12月29日に父エドワードが急死し、ジーンは莫大な遺産を相続することとなった。

### マッカーサーとの出会い
アメリカの「二〇世紀を代表する偉大な英雄」ダグラス・マッカーサーは、その生涯に2度の結婚を経験している。最初の妻であるルイーズ・クロムウェル・ブルックスは資産家の娘でワシントンD.C.の社交界の花形としてその名が知られており、1922年の結婚の際には大きな話題となった。しかし、質素剛健が身上で地味な生活を好んでいたマッカーサーは、派手好きのブルックスとは何もかも合わず、最初の結婚生活は7年で破綻した。後年の自伝執筆の際、マッカーサーはブルックスとの結婚生活を「なかったこと」とした。
離婚から6年後、マッカーサーはフィリピン・コモンウェルスのマニュエル・ケソン大統領に軍事顧問として招かれ、フィリピンに赴任する。マッカーサーは赴任の際、のちの大統領ドワイト・D・アイゼンハワー少佐ら幕僚はもちろんのこと、当時83歳だった自身の母メアリーも連れて行った。マッカーサー一行は貨客船「プレジデント・フーバー」 (S.S. President Hoover) でマニラに向かうが、その「プレジデント・フーバー」に、世界一周旅行中のジーンも乗船していた。
きっかけなどの詳細は定かではないが、船内でジーンとメアリーは同じ南部出身者として打ち解けあい、ジーンはメアリーから、旅行が終わればマニラに行くよう勧められた。ジーンは香港在住の友人を訪問してからマニラに向かい、マッカーサーと初めて顔を合わせることとなる。ブルックスと同様に資産持ちであったが、性格や立ち振る舞いがブルックスとは正反対のジーンを、マッカーサーは気に入った。そして、2年後の1937年にニューヨークに一時帰国して結婚式を挙げた。マニラに戻ったあとの1938年2月21日には長男アーサーを産む。

### フィリピン
余裕綽々のフィリピンのアメリカ軍は、1941年12月8日の真珠湾攻撃に続く日本軍のフィリピン攻撃にさらされることとなった。まず空軍を叩き、次いでフィリピン各地に上陸してマニラに攻め寄せる日本軍に対し、マッカーサーはマニラを無防備都市として開放し、バターン半島とコレヒドール島にこもった。マニラの無防備都市化の最終決定は12月24日ごろとみられ、脱出の準備はあわただしく行われた。ジーンはスーツケースに荷物を詰め込んだが、その中身に自分のものはほとんど入れず、食料やマッカーサーとアーサーの私物をたくさん詰め込んだ。ぐずるアーサーを連れたジーンは蒸気船に乗り込み、コレヒドール島に移動した。遅れてマッカーサーも参謀長リチャード・サザランド少将を連れてコレヒドール島に到着し、2日後の12月26日にマニラの無防備都市宣言を発した。急いでマニラを脱出したためか、ジーンはコットンのドレスとサンダル履きという姿でコレヒドール島に滞在する羽目となった。
コレヒドール島暮らしが始まり、砲爆撃で夜も眠れず、食料も乏しい日々が続いた。やがて、マッカーサーら幕僚やケソンらコモンウェルス要人の脱出が計画されるようになった。マッカーサーは当初、自身やジーンら家族は守備隊と運命を共にする覚悟を持っていたが、ケソンらの脱出を承諾した後で、1942年2月末頃には脱出を決心する。そもそも、マッカーサー一家への脱出の働きかけは陸軍参謀総長ジョージ・C・マーシャル大将から発せられたが、ジーンはマーシャルからの申し出には感謝しつつも脱出を拒んでいた。マッカーサーも考え方は同じであったが、マーシャルから家族離散の可能性を突きつけられると、「運命を共にする」という考えを事実上転換し、再挙を期する方向に変えた。なお、2月20日のケソンらの脱出後、ジーンと家政婦がコレヒドール島に残った最後の女性となっていた。
閉所恐怖症の気があったマッカーサーの「意向」で、脱出はキャパシティの少ない魚雷艇を使うこととなった。ジーンはアーサー、家政婦とともにコレヒドール島を脱出する21名に名を連ね、魚雷艇PT-41にマッカーサー、サザランドらとともに乗り込み、3月11日夜にコレヒドール島を脱出した。脱出行の間、ジーンは操舵席に頑張り、「船上で何かを口にした覚えがない」ばかりか、「まったく食事をしなかった」上に、着替えも歯磨きもしなかった。2日後の3月13日の朝、この日は「13日の金曜日」であったが、魚雷艇群はカガヤン・デ・オロに到着して脱出行の半分の行程を終える。ここで航空機に乗り換えた一行は、3月16日にフィリピンを後にして翌17日にオーストラリアに到着、ここに脱出行は完了した。ジーンは後年、コレヒドール島での3か月の生活は、オーストラリアでの3年間の生活よりも長く感じたと回想している。
その後、マッカーサーは南西太平洋方面連合国軍最高司令官としてオーストラリア、ニューギニア方面からの反攻作戦を指揮し、アイランドホッピングを駆使してニューギニアの戦いを戦い、レイテ島の戦いでフィリピンに戻ってフィリピン解放を実現した。その間、ジーンはアーサーとともにブリスベンで暮らし、ブリスベンでも「社交的な主婦」として振る舞って評判が良く、買い物でも普通に行列に並んだりした。

### 元帥夫人

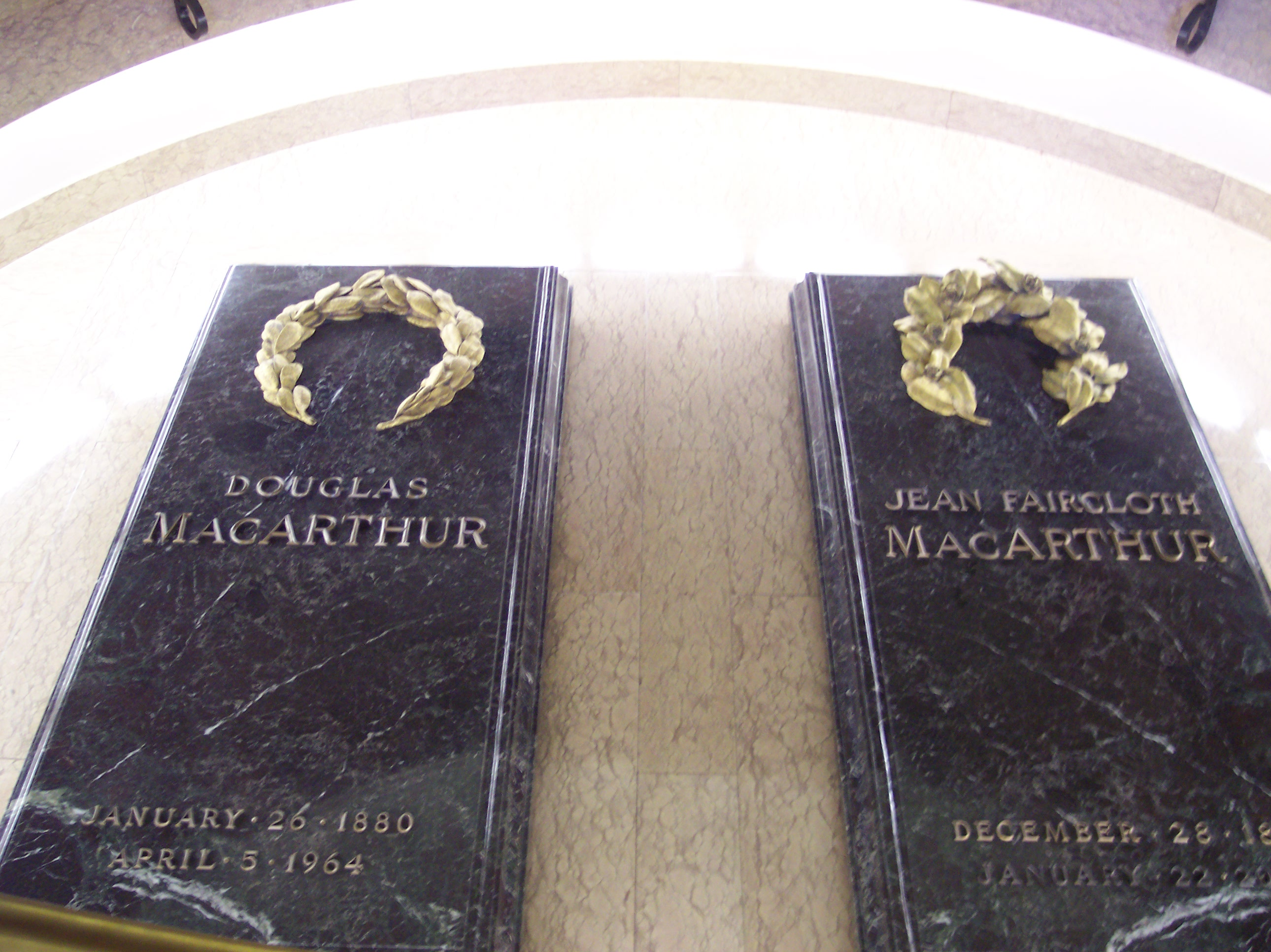
マッカーサー夫妻の墓（マッカーサー記念館）

1944年12月18日、マッカーサーは元帥に任じられ、ジーンも「元帥夫人」となった。1945年3月に安全を取り戻しつつあったマニラに呼ばれ、再びマッカーサーとの生活を始めた。やがて1945年8月15日に日本が降伏し、マッカーサーは8月30日に厚木飛行場に到着、9月2日に日本の降伏文書調印式を行って占領統治を開始する。
マッカーサーの日本での最初の宿舎は横浜のホテルニューグランドであったが、ここは前述の1937年にジーンと式を挙げ、フィリピンに戻る際に宿泊したホテルでもあった。その後、C・マイヤー邸を経て9月8日にアメリカ大使館に移り、1951年4月に解任・帰国されるまでの間、アメリカ大使館がマッカーサー邸となった。大使館と邸宅が「同居」していると、こんなこともあった。9月27日にアメリカ大使館で行われたマッカーサーと昭和天皇の会見を、ジーンはマッカーサーの副官とともにカーテンに隠れて盗み聞きしていた。
1950年にジーンと面会したジャーナリストのジョン・ガンサーによれば、ジーンはマッカーサーを「元帥」あるいは「ゼネラル」と呼び、マッカーサーはジーンに夢中で、一方のジーンはマッカーサーを神のように尊敬している。社交というものにとんと興味を示さないマッカーサーに代わって社交面を取り仕切り、それでいて自ら威張るそぶりや特別扱いを要求することは一切せず、周囲から賞賛されていたという。この点はブリスベン滞在時代とはほとんど変わらなかった。また、日本滞在中には生け花の展覧会に出席するなど、ガンサーが回想するように社交面で活躍した。
1951年4月16日に日本を離れたのち、マッカーサーとジーンは初めてアメリカでの結婚生活を送ることとなった。そして1964年4月5日、マッカーサーは84歳で亡くなり、結婚生活はおよそ27年で終止符を打った。27年のうち前半の14年はフィリピン、オーストラリア、日本での生活であったが、上述のようにオーストラリアにいた時期は、マッカーサーは最高司令官として戦線を飛び回っていた。

### 晩年
マッカーサーと死別ののち、ジーンはニューヨークでメトロポリタン歌劇場や慈善団体に対する支援活動に専念し、その一方でマッカーサーの功績や生活を語る講演会も多く行った。過去の栄光に対する賞賛に浴することは必ずしもよしとはしていなかったが、1988年には時のロナルド・レーガン大統領から大統領自由勲章が授けられ、1993年にはフィリピン政府から昔の功績に報いてレジオン・オブ・メリットが授与された。翌1994年には、公式訪米した天皇・皇后と対面した。
2000年1月22日、約1か月前に101歳の誕生日を迎えていたジーン・マッカーサーは、マンハッタンのレノックス・ヒル・ホスピタルで、一世紀を少し越えた生涯を終えた。亡骸はバージニア州ノーフォークにあるマッカーサー記念館の、マッカーサーの隣に葬られている。
本厚木駅近くにあるレストランバー『MacArthur Garage』の店内には、ジーンが愛用していた1947年型キャデラックが保存されている。オーナーの母親が厚木飛行場近くにあった自動車修理工場の社長と知り合いで、その縁から譲り受けたものである。